# Lista de arquivos públicos nos países de língua portuguesa
Esta é uma lista de arquivos públicos nos países de língua portuguesa

## Nacionais

### Europa
- Direção-Geral do Livro, dos Arquivos e das Bibliotecas de Portugal
  - Arquivo Nacional da Torre do Tombo
    - Arquivo Histórico Ultramarino

  - Centro Português de Fotografia
- Biblioteca Nacional de Portugal

## Distritais

### Europa
- Direção-Geral do Livro, dos Arquivos e das Bibliotecas de Portugal
  - Arquivo Distrital de Aveiro
  - Arquivo Distrital de Beja
  - Arquivo Distrital de Bragança
  - Arquivo Distrital de Castelo Branco
  - Arquivo Distrital de Évora
  - Arquivo Distrital de Faro
  - Arquivo Distrital da Guarda
  - Arquivo Distrital de Leiria
  - Arquivo Distrital de Lisboa
  - Arquivo Distrital de Portalegre
  - Arquivo Distrital do Porto
  - Arquivo Distrital de Santarém
  - Arquivo Distrital de Setúbal
  - Arquivo Distrital de Viana do Castelo
  - Arquivo Distrital de Vila Real
  - Arquivo Distrital de Viseu
- Tutela das Universidades
  - Arquivo Distrital de Braga (Universidade do Minho)
  - Arquivo da Universidade de Coimbra

## Municipais

### Europa
- Arquivo Municipal Alfredo Pimenta
- Arquivo Municipal de Vila Franca de Xira

## Administração Regional Autónoma

### Europa
- Região Autónoma da Madeira
  - Governo Regional da Madeira
    - Direção Regional da Cultura
      - Arquivo Regional e Biblioteca Pública da Madeira

- Região Autónoma dos Açores
  - Governo Regional dos Açores
    - Direção Regional da Cultura
      - Biblioteca Pública e Arquivo Regional Luís da Silva Ribeiro (Angra)
      - Biblioteca Pública e Arquivo Regional de Ponta Delgada
      - Biblioteca Pública e Arquivo Regional João José da Graça (Horta)